# Matsumuraeses ussuriensis
Matsumuraeses ussuriensis es una especie de polilla del género Matsumuraeses, tribu Grapholitini, subfamilia Olethreutinae. Fue descrita científicamente por Caradja en 1916.

## Distribución
Se distribuye por Europa: Rusia.